# Kingdom Hearts coded
Kingdom Hearts coded (キングダムハーツ コーデッド, Kingudamu Hatsu Kōdeddo) es un videojuego de rompecabezas episódico desarrollado y publicado por Square Enix, en colaboración con Walt Disney Internet Group para teléfonos móviles. Se trata de un puente en la serie Kingdom Hearts que se establece después de los acontecimientos de Kingdom Hearts II. La historia se centra en un mensaje escrito en el diario de Pepito Grillo. 
El juego fue anunciado en el Tokyo Game Show 2007. En la actualidad, el título está disponible solo en Japón, aunque Square Enix tiene planes para las versiones en otros territorios. Actualmente, están disponibles 8 episodios y el primer episodio se publicó el 3 de junio de 2009. 
Durante el E3 del 2010 se dio a conocer Kingdom Hearts Re:coded, un remake para la portátil Nintendo DS, lanzado a finales de 2010 en Japón y el 2011 para el resto del mundo.

## Historia
Ocurre después de Kingdom Hearts II, comenzando con un mensaje extraño en el diario de Pepito Grillo que dice: "Debemos volver para librarles de su dolor". Pepito y Mickey deciden transformar el diario en datos, y se encuentran con que está formando los mundos de los recuerdos del diario, pero están corruptos, los cuales se llenan de datos dañados, más bien "Bugs", que generan bloques corruptos y sincorazón. Por esto crean a un Sora digital (Data Sora) para librar a los mundos informáticos de estos Bugs y encontrar el significado del mensaje del diario.
Este Data Sora cae en su propio Descenso al Corazón, donde recibe una llave espada de datos y se encuentra con un tipo con la misma túnica que los miembros de la Organización XIII. Data Sora despierta en una de las Islas del destino de datos, y ahí empieza su aventura. Data Sora viaja por diferentes mundos de datos los cuales son: Islas del Destino. Ciudad de Paso, País de las Maravillas, Coliseo del Olimpo, Ágrabah, Bastión Hueco, y Castillo del Olvido.
Data Sora va avanzando por los diferentes mundos, viendo cosas ocasionadas por otros personajes durante el primer Kingdom Hearts, como Riku abandonando las islas o Pluto en los corredores de la oscuridad. Su personalidad es bastante parecida a la del Sora real, pero suele recordar que el no es más que un ser de datos. Tiene más encuentros con el encapuchado, y sobre el episodio de Coliseo del Olimpo descubrimos que el Rey, Donald y Goofy, que pensaban estar controlando todo lo que pasaba en el mundo virtual desde el real, también están dentro del mundo de datos. El encapuchado se revela como el propio diario, tomando la forma de Riku, que le ha estado guiando, pero que no sabe de donde viene el mensaje. En Agrabah se encuentra con Pete y Maléfica, que son reales y no simples copias de datos. Maléfica destruye la Llave Espada de Data Sora y huye. Sora, ahora indefenso, viaja a Bastión hueco, donde se reúne con Donald y Goofy. Maléfica intenta hacerse con el control del diario de Pepito Grillo, y vuelve a este en contra de Data Sora. Data Sora recupera la llave espada, pero esta no es de datos, si no la verdadera, ya que "Sora es Sora, no importa que no sea real", como dice Donald. Sora finalmente vence a Maléfica, y se encuentra con una sombra, que en realidad es la versión del propio Sincorazón de Sora, y el representante de todos los Bugs. Tras vencerlos, empieza la restauración del diario, eliminando los Bugs, pero aún no han resuelto el mensaje. Mickey descubre que se ha abierto otro mundo, pero tanto Data Sora como el diario de Pepito han perdido sus recuerdos.
Mickey viaja a Ciudad de paso, donde encuentra a Data Sora sin recuerdos, y le lleva a este mundo, Castillo del olvido. Aquí Sora va recuperando los recuerdos de su viaje, pero se encuentra con un encapuchado, que no es el Diario ya que este tiene sus recuerdos borrados. Se revela que es Roxas contra el que lucha, y que fue el primer encapuchado que ve en el juego. Tras vencerlo, aparece Naminé, que le desvela la existencia de Xion, Terra, Ventus, Aqua y el mismo Sora, que todos están conectado a Sora y que le necesitan, que él debe librares de su dolor. Se sincera diciendo que ella escribió el mensaje, y que por su culpa de borrarle y restaurarle la memoria a Sora creó los Bugs. Le pide a Mickey que se lo cuente a Sora, al de verdad. Data Sora le da las gracias definitivamente, en nombre del verdadero Sora. Mickey, tras retirar el diario de Pepito y cerrar el mundo de datos, le escribe una carta a Sora. Esta es la carta que reciben Sora, Riku y Kairi al final de Kingom Hearts II, en ella pone: "Quería contártelo inmediatamente, había memorias dormidas dentro de ti, y esos fragmentos de memorias conectan hacia el futuro". "Sora, Riku, Kairi, la verdad sobre la llave espada pasa por numerosas conexiones y están dentro de vuestros corazones". "Sora, todo el mundo conectado a ti está esperándote, el único que puede curar su tristeza eres tú". "Es posible que todos los viajes hasta ahora hayan sido fáciles en comparación con el siguiente". "Todas las cosas aunque accidentalmente fueron conectadas". "Parece que la puerta hacia un nuevo punto de partida se está abriendo".
En el final secreto de Kingdom Hearts Birth by Sleep se ve a Sora después de leer la carta, Riku le dice "¿Te has decidido?", él contesta "Sí", y después le dice a Kairi que tiene que partir hacia otro viaje, "pues todavía hay gente triste, y que todo lo conectado a él lo piensa arreglar", Kairi le da el amuleto de conchas de calico y le dice "ve con cuidado".